# Antoine Gapp
Antoine Gapp, Anton Gapp (* 1er janvier 1766 à Oermingen ; † 27 mars 1833 à Forbach) est un prêtre catholique français de l'évêché de Metz, fondateur de la congrégation des Sœurs de la Providence de Saint André de Peltre de droit pontifical. 

## Biographie
Antoine Gapp est né le 1er janvier 1766 à Oermingen, ses parents étant Nicolas Gapp et Anne-Élisabeth Gapp, née Ehli, une famille de maçons originaire du Tyrol, d’où elle a émigré en Alsace au début du XVIIIe siècle. Sa maison natale se trouve au 18 rue des alliés à Oermingen. 

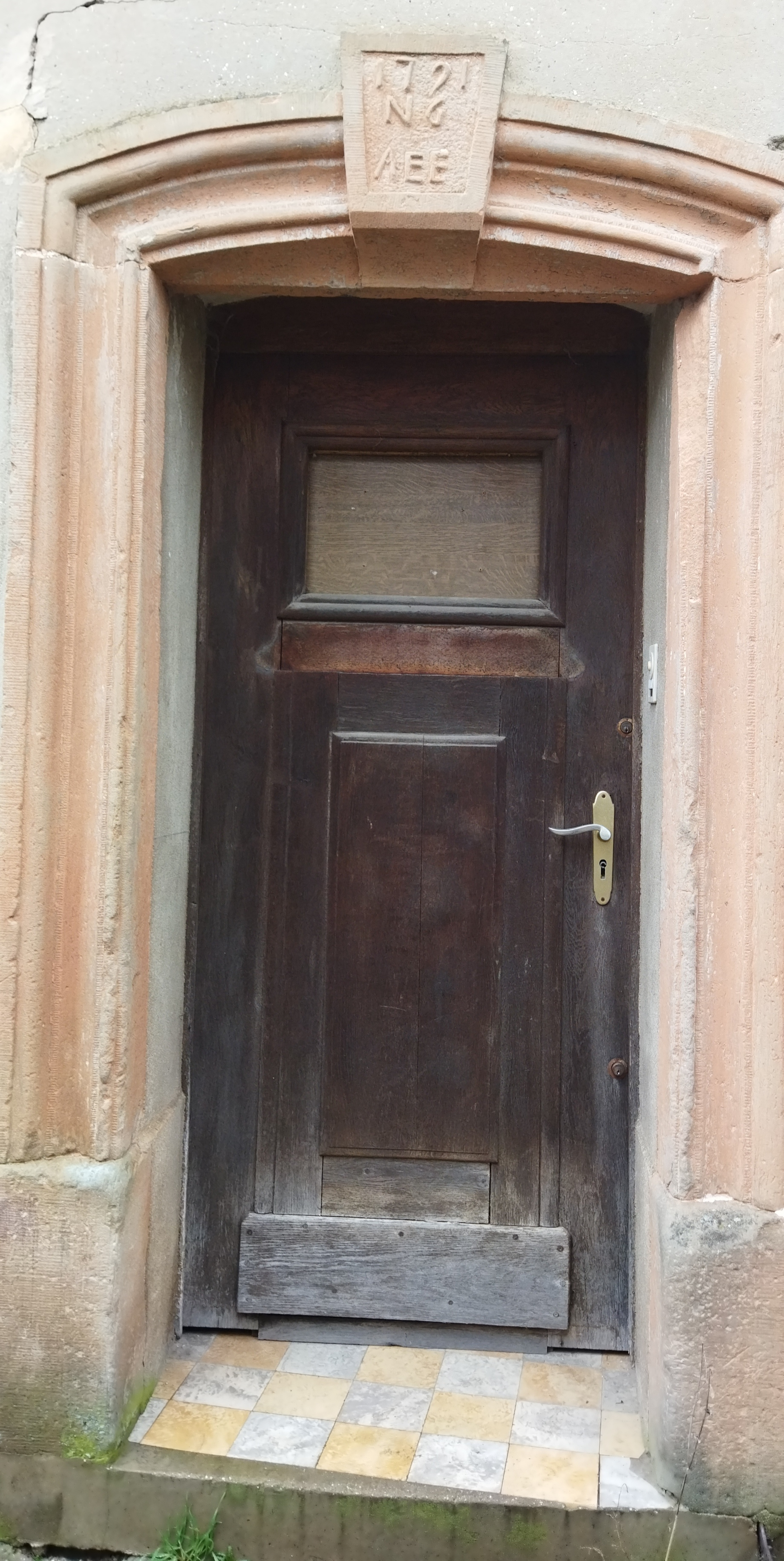
Photographie de la porte de la maison natale d'Antoine Gapp.

Autour de ses dix ans, il fréquente une école tenue par les jésuites, dont le père Antoine Gsell l’incite à poursuivre ses études. Ainsi, après sa première communion en 1779, il est envoyé à Domfessel pour apprendre le latin, puis au collège des jésuites de Bouquenom. Il poursuit ensuite ses études chez les lazaristes de Metz, puis apprend la philosophie, la rhétorique et la théologie aux séminaires Sainte-Anne et Saint-Simon. Après être devenu clerc le 1er avril 1786, il est ordonné sous-diacre en 1788, puis diacre en 1790.
À la Révolution, Antoine Gapp suit l’évêque de Metz Louis-Joseph de Montmorency-Laval en exil à Trèves, où il est ordonné prêtre le 24 septembre 1791. Le lendemain, il retourne clandestinement à Oermingen, où il célèbre sa première messe et vit caché dans la maison de ses parents. Échappant de justesse à plusieurs reprises à l’arrestation, il finit par s’enfuir en direction de la Suisse dans la nuit du 25 avril 1793, en compagnie de l’instituteur du village, Jean Auger. De là, ils se rendent à Rome et à Lorette, puis rejoignent le Tyrol, où ils officient pendant trois en tant que vicaire et sacristain dans l’église de Bolzano.
Gapp rentre en Alsace en 1797 et reprend ses messes clandestines dans la région d’Oermingen, pourchassé par le sous-préfet Lepère, qui ne parviendra cependant pas à l’arrêter avant la promulgation du Concordat en 1801. Reprenant le cours normal de son ministère, il est nommé a Hottviller en 1803, où il ouvre en 1806 une école de fille, où il commence à recruter des religieuses pour l’enseignement. Après un passage entre 1808 et 1811 par le séminaire de Metz, où il enseigne la théologie et le droit canon, Gapp et ses religieuses s’établissent à Hombourg jusqu’en 1821.
En 1821, Gapp et ses religieuses rejoignent Forbach. Ces dernières s’installent dans l’ancien couvent des Franciscains et prennent à partir de 1823 le nom de « Congrégation des Sœurs de la Providence de Saint-André », dont les statuts sont approuvés en 1825 par l’évêque, puis en 1826 par Charles X. En 1830, Gapp est nommé curé de Cocheren, mais, malade, il meurt trois ans plus tard, le 27 mars 1833 à Forbach. Enterré dans un premier temps à Cocheren, son corps est transféré le 31 juillet 1928 au couvent de Peltre, où la congrégation a déménagé en 1839.